# Zenigata Sunae

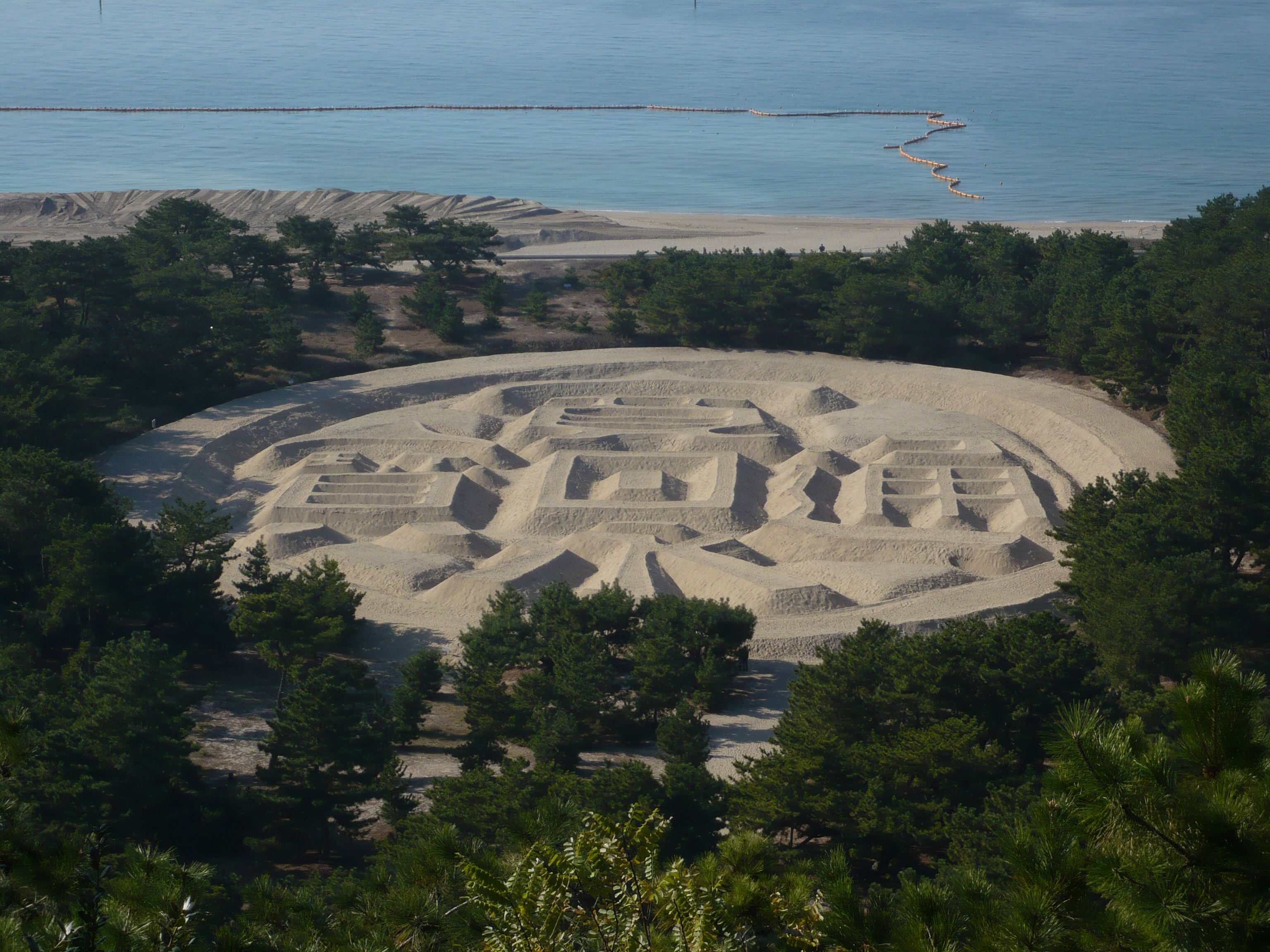
Zenigata Sunae

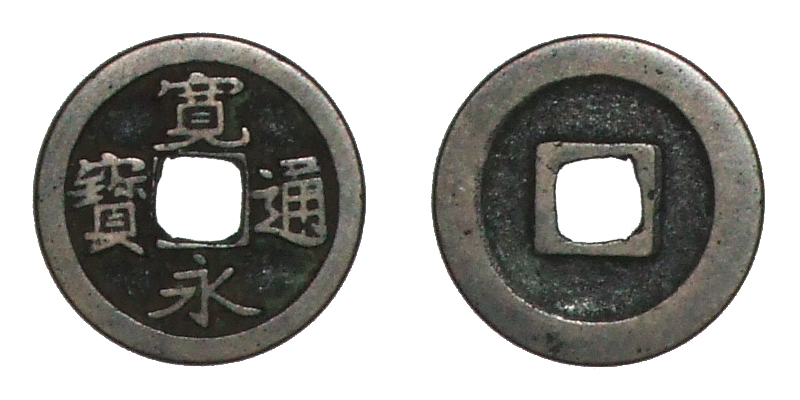
Kan’ei Tsūhō (Vorder- und Rückseite)

Zenigata Sunae (jap. 銭形砂絵, dt. „münzenförmiges Sandbild“) ist ein großes Sandbild, das eine japanische Münze darstellt. Die Ausdehnung beträgt von Ost nach West 122 m, von Nord nach Süd 90 m und der Umfang 345 m. Das Bild befindet sich am Ariake-Strand (有明浜, Ariake no hama) der Seto-Inlandsee im Kotohiki-Park (琴弾公園, Kotohiki-kōen) der Stadt Kan’onji auf der Insel Shikoku. Die dargestellte Münze ist eine Kan’ei Tsūhō (寛永通宝) – „Kan’ei-Münze“, wobei Kan’ei die Ära von 1624 bis 1643 bezeichnet, in der diese Münzenart eingeführt wurde.
Der genaue Ursprung dieses Sandbildes ist unklar. Im Wesentlichen existieren drei Theorien:
1. Die bekannteste Überlieferung, die auch von der Stadt angeführt wird, ist, dass das Bild 1633 von den Dorfbewohnern über Nacht zu Ehren des Daimyō Ikoma Takatoshi des Lehens (han) Marugame errichtet wurde, der sich auf seiner Inspektionsreise befand. Allerdings wurden die Kan’ei-Münzen erst 1636 eingeführt und die Inspektionsreise ist unbelegt.
2. Das Buch Kan’onji-shi-shi (観音寺市史, dt. „Geschichte der Stadt Kan’onji“) von 1962 führt als Entstehungsdatum mehr als 200 Jahre später um etwa 1855 an. Danach wies das Shogunat die einzelnen Lehen an, die Küstenbefestigungen zu verstärken. Als der Daimyō Kyōgoku Akiyuki sich vom Fortschritt der Küstenbatterien am Ariake-Strand überzeugen wollte, legte der für die Konstruktion verantwortliche Kommissar (普請奉行, fushin bugyō) dieses Bild zur Belustigung des Daimyō an.
3. Einer anderen Theorie nach wurde das Bild 1633 angelegt, war jedoch ursprünglich das Flaschenkürbisse-Symbol des 1615 zerfallenen Toyotomi-Klans, in der Hoffnung, dass dieser wieder aufblühen möge. Dieser stand in Opposition zum herrschenden Shogunats-Klan der Tokugawa, so dass, um nicht in den Verdacht des Hochverrats zu kommen, das Sandbild später zu seiner heutigen Münzform umgeändert wurde.

Das Sandbild wird halbjährlich im Frühling und Herbst repariert.